# Miconia pendula
Miconia pendula är en tvåhjärtbladig växtart som beskrevs av Gina Umaña Dodero och Frank Almeda. Miconia pendula ingår i släktet Miconia och familjen Melastomataceae.
Artens utbredningsområde är Costa Rica. Inga underarter finns listade i Catalogue of Life.